# Brian Murray
Pour les articles homonymes, voir Murray.
Brian Murray est un acteur sud-africain né le 10 septembre 1937 à Johannesbourg et mort le 20 août 2018 à New York.

## Filmographie

### Cinéma
- 1959 : Captured : Ross
- 1960 : Le Silence de la colère : Gladys
- 1960 : Hold-up à Londres : Grogan
- 1992 : Bob Roberts : Terry Manchester
- 1996 : City Hall : le conseiller de la corporation
- 2002 : La Planète au trésor : Un nouvel univers : John Silver
- 2009 : My Dog Tulip : Capitaine Pugh et M. Blandish
- 2011 : Dream House : Dr Medlin
- 2011 : In the Family : Paul Hawks
- 2018 : A Bread Factory Part 1 : Ce qui nous unit : Sir Walter
- 2018 : A Bread Factory Part 2 : Un petit coin de paradis : Sir Walter

### Télévision
- 1959 : Saturday Playhouse : Stevens (1 épisode)
- 1959 : Emergency-Ward 10 : Joe Masters (3 épisodes)
- 1959-1966 : ITV Play of the Week : Bernard Wall et John Clegg (3 épisodes)
- 1960 : Knight Errant Limited : Charlie Oldfield (1 épisode)
- 1960 : No Hiding Place : Chopper Green (1 épisode)
- 1960 : Man from Interpol : Peter (1 épisode)
- 1960 : Theatre 70 (1 épisode)
- 1960 : ITV Television Playhouse : Sidney et Zachariah Munning (2 épisodes)
- 1963 : The Plane Makers : Tom Barnsley (1 épisode)
- 1964 : Drama 61-67 : David Potter et Cpl. Parker (2 épisodes)
- 1967 : Conflict : Antonio Bologna (1 épisode)
- 1976 : Kojak : Caesar Ogilvy (1 épisode)
- 1978-1979 : Another World : Dr Dan Shearer (3 épisodes)
- 1983 : Illusions : Claude de Rochemont
- 1987 : Chaque meurtre a son prix : l'avocat de district Neary
- 1990 : Great Performances : Claudius (1 épisode)
- 1998 : Twelfth Night, or What You Will : Sir TOby Belch
- 2004 : New York, section criminelle : Richard Sullivan (1 épisode)
- 2007 : 30 Rock : le père de Jack (1 épisode)
- 2007 : American Experience : Gouverneur Morris (1 épisode)
- 2011 : The Good Wife : Juge Mowbay (1 épisode)
- 2011 : Person of Interest : Robert Keller (1 épisode)

### Jeu vidéo
- 2002 : La Planète au trésor : John Silver
- 2002 : La Planète au trésor : La Bataille de Procyon : John Silver et le robot Silver